# Флоріка (Бреїла)
Флоріка (рум. Florica) — село у повіті Бреїла в Румунії. Входить до складу комуни Рошіорі.
Село розташоване на відстані 107 км на північний схід від Бухареста, 69 км на південний захід від Бреїли, 126 км на північний захід від Констанци, 85 км на південний захід від Галаца.

## Населення
За даними перепису населення 2002 року у селі проживали 507 осіб, з них 505 осіб (99,6%) румунів. Усі жителі села рідною мовою назвали румунську.